# Meriones penicilliger
Meriones penicilliger — вид ссавці з родини мишевих (Muridae). Ареал: Китай, Казахстан.

## Таксономія
Вид відокремлено від M. meridianus. Оригінальна назва в описі: Pallasiomys meridianus penicilliger. 